# Горное (Львовская область)

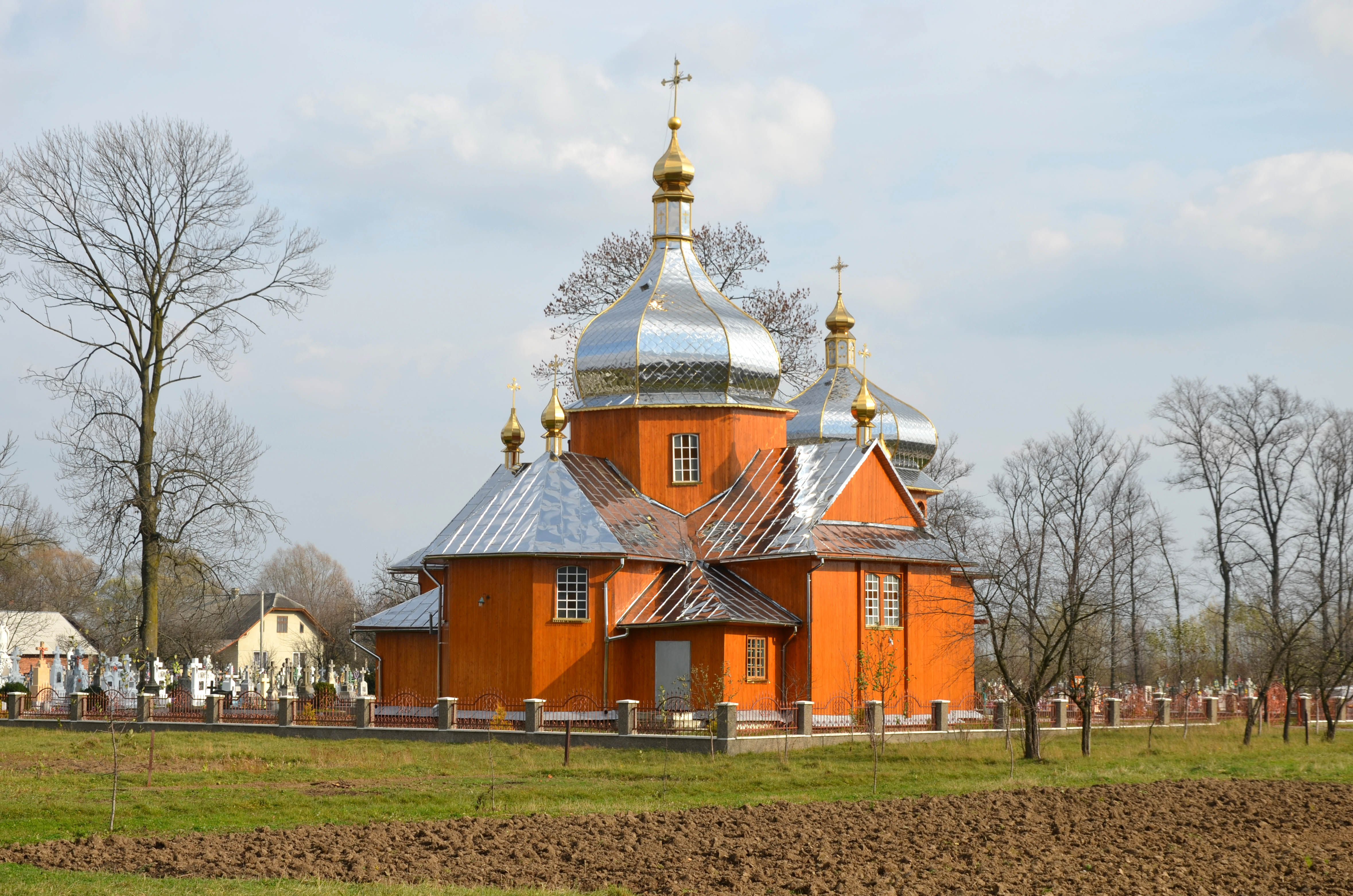
Церковь Покрова Пресвятой Богородицы

Го́рное (укр. Гірне) — село в Грабовецко-Дулибской сельской общине Стрыйского района Львовской области Украины. Расположено на левом берегу реки Стрый, тянется вдоль реки 7 км.
Занимает площадь 17,165 км². Почтовый индекс — 82468. Телефонный код — 3245.

## Население
Население по переписи 2001 года составляло 1740 человек.

### Языковой состав
Родной язык населения по данным переписи 2001 года:
| Язык       | Численность, чел. | Доля     |
| ---------- | ----------------- | -------- |
| Украинский | 1 736             | 99,77 %  |
| Другое     | 4                 | 0,23 %   |
| Итого      | 1 740             | 100,00 % |